# Temelucha recurvata
Temelucha recurvata là một loài tò vò trong họ Ichneumonidae.